# They All Laughed
They All Laughed é (bra: Muito Riso e Muita Alegria; prt: Romance em Nova Iorque) um filme estadunidense de 1981, do gênero comédia romântica, dirigido por Peter Bogdanovich e estrelado por Audrey Hepburn, Ben Gazzara, John Ritter, Colleen Camp e Patti Hansen. O filme tem o seu nome tirado da canção de George e Ira Gershwin "They All Laughed".
Filmado nas ruas de Nova York, foi o último filme de Hepburn e o filme que lançaria a playmate Dorothy Stratten, que vivia um caso amoroso com o diretor durante a produção, em Hollywood. Stratten, porém, morreu após a conclusão das filmagens, assassinada pelo marido Paul Snider, que suicidou-se em seguida. A tragédia afetou o lançamento do filme, que só chegou às telas quinze meses depois de filmado e foi um grande fracasso comercial na carreira de Bogdanovich.

## Sinopse
Três detetives particulares da Odyssey Detective Agency de Nova York são contratados para investigar a infidelidade de duas mulheres por seus maridos. O mulherengo John Russo (Gazzara) passa a seguir Angela Niotes (Hepburn), a elegante esposa de um rico industrial italiano. Charles Rutledge (Ritter) e Arthur Brodsky (Blaine Novak) seguem Dolores Martin (Stratten), bela e jovem mulher de um marido ciumento. A coisa se complica quando Russo e Rutledge se apaixonam pelas mulheres que vigiam, que acabam virando o jogo contra eles. 

## Elenco principal
- Audrey Hepburn ....  Angela Niotes
- Ben Gazzara ....  John Russo
- John Ritter ....  Charles Rutledge
- Patti Hansen ....  Sam (Deborah Wilson)
- Dorothy Stratten ....  Dolores Martin
- Colleen Camp ....  Christy Miller

## Produção
Peter Bogdanovich faz várias declarações sobre a essência do filme: "a gênesis de They All Laughed veio do fato de que eu e Ben Gazzara tivemos várias conversas anteriores sobre romances, casos secretos e a batalha dos sexos. Eu quis fazer um filme pessoal, mas não no estilo das produções indie. Eu queria esconder este lado pessoal dentro do filme. Escondê-lo dentro de um gênero de filmes, filmes sobre detetives particulares."  "O filme é basicamente sobre a vida de Audrey Hepburn naquele momento. Ela estava sendo traída por seu segundo marido e continuava a viver com ele apenas por causa das crianças".
O filme se passa quase o tempo todo nas ruas de Nova York. Muitos dos diálogos eram escritos por Bogdanovich no mesmo dia de uma cena e o diretor os entregava aos atores em cima da hora da filmagem, de maneira a que o filme tivesse uma sensação de frescor.
Frank Sinatra vendeu os direitos de várias de suas canções que aparecem no filme por um preço barato, por solidariedade a Bogdnovich, sentido com a situação emocional do diretor com o assassinato de Stratten. Entre as músicas do filme também está "Amigo", do brasileiro Roberto Carlos, numa cena numa loja de calçados.
O filme tem uma dedicatória a Dorothy Stratten logo nos créditos iniciais.

## Lançamento
Sem contar com uma grande empresa para lançar seu filme em circuito, após a Time Life Films, produtora da película, ter fechado sua divisão de produções cinematograficas entre o fim das filmagens e o lançamento comercial, Bogdanovich bancou a distribuição, o que arruinou suas finanças, além do trauma emocional existente entre todos pelo assassinato de Stratten. Apesar dos reveses sofridos, ele o considera seu filme preferido dentre todas suas realizações. 
Seu empresário afirmou que o diretor gastou U$5 milhões com a distribuição enquanto ele rendeu apenas U$1 milhão nas bilheterias. Isso acabou causando a falência pessoal de Bogdanovich em 1985. Sobre o fato, Bogdanovich declarou:
"Aquilo foi um pesadelo. Dorothy foi assassinada e eu fiquei louco. Eu decidi comprar os direitos de volta da Fox e suar a camisa fazendo a distribuição de maneira independente, com o que acabei perdendo tudo que tinha e isso foi insano. Infelizmente, ninguém me impediu. Então o filme não teve uma grande distribuição porque é impossível fazer isso sozinho. Nos poucos lugares onde foi visto ele foi um grande sucesso, como no Music Hall em Beverly Hills onde ficou por quase quatro meses em cartaz. Nós também conseguimos um cinema em Westwood onde ele quebrou todos os recordes de bilheteria mas precisou sair de cartaz porque a Paramount queria o cinema para exibir Reds".

## Fato
Entre as várias situações dos personagens que espelhavam a realidade de seus intérpretes na época, uma delas, então desconhecida de todos, repetia na vida real o que acontecia no roteiro. Enquanto no filme a personagem "Dolores Martin", vivida por Dorothy Stratten, era seguida por um detetive em Nova York, contratado para flagrá-la em adultério, a atriz também passava pela mesma situação sem o saber. Desconfiado de que sua mulher estava tendo um caso amoroso, Paul Snider contratou um detetive para segui-la em Nova York. O resultado da investigação deu a Snider a certeza de que Stratten o traía com o diretor Peter Bogdanovich. Toda o caso acabou em tragédia meses depois em Los Angeles, com o assassinato de Stratten pelo marido, de quem ela já estava separada desde as filmagens, e o suicídio dele após cometer o crime.